# 迪卡爾布 (密蘇里州)
迪卡爾布（英語：De Kalb）是位於美國密蘇里州布坎南縣的城市。

## 人口
根據2020年美國人口普查的數據，迪卡爾布的面積為0.66平方千米，皆為陸地。當地共有人口233人，而人口密度為每平方千米353人。